# Tremellia mindoro
Tremellia mindoro är en insektsart som beskrevs av Andrej Vasiljevitj Gorochov 2004. Tremellia mindoro ingår i släktet Tremellia och familjen syrsor. Inga underarter finns listade i Catalogue of Life.